# Голь, Теодор
Теодор Голь (нем. Theodor Gohl; 22 марта 1844, Арберг — 1 октября 1910, Базель) — швейцарский архитектор.
С 1861 по 1865 год Теодор Голь изучал архитектуру у Готфрида Земпера в Швейцарской высшей технической школе в Цюрихе. После поездки в Италию и практики в Цюрихе, Берне и Бадене в 1875 году сменил Вильгельма Берайза на посту архитектора города Винтертур. Там он разработал проект главного здания экспериментального завода, построенного в 1877—1878 годах.
Как архитектор кантона Санкт-Галлен (1880—1891) спроектировал здания психиатрической больницы в Виле и кантонального банка в Санкт-Галлене. С 1881 по 1882 год отвечал за реконструкцию Совета Санкт-Галлена. С 1891 года Теодор Голь работал в Берне в Управлении градостроительства Швейцарии сначала в качестве архитектора, а после 1892 года как главный архитектор и адъюнкт директора Арнольда Флюкигера. В этой должности он спроектировал здания Швейцарского федерального архива и Монетного двора Швейцарии в квартале Кирхенфельд в Берне, а также здания почтовых отделений в городах Гларус, Херизау, Цуг, Фрауэнфельд и Кур и крупнейшую почтовую станцию в Базеле.

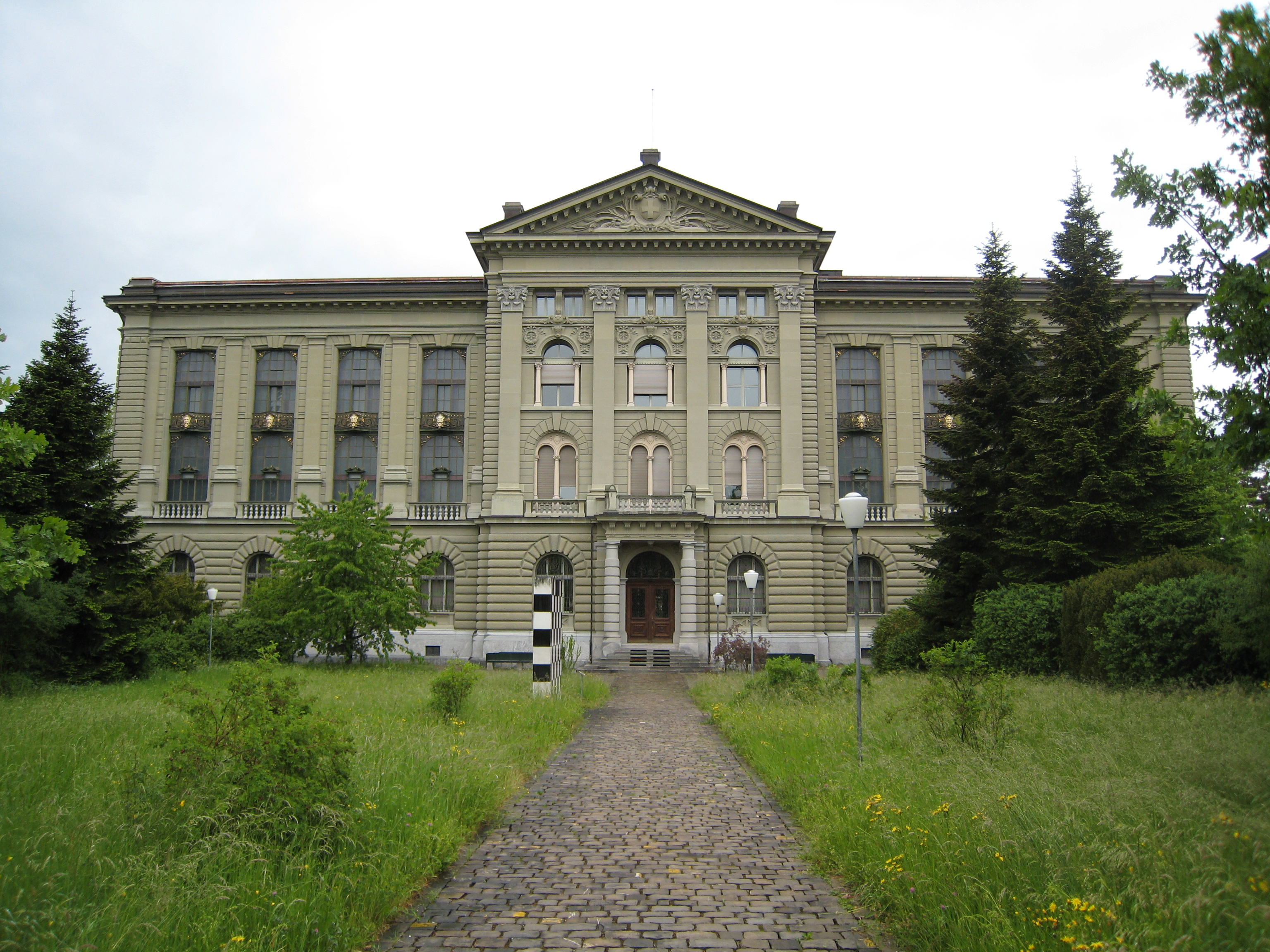
Швейцарский федеральный архив
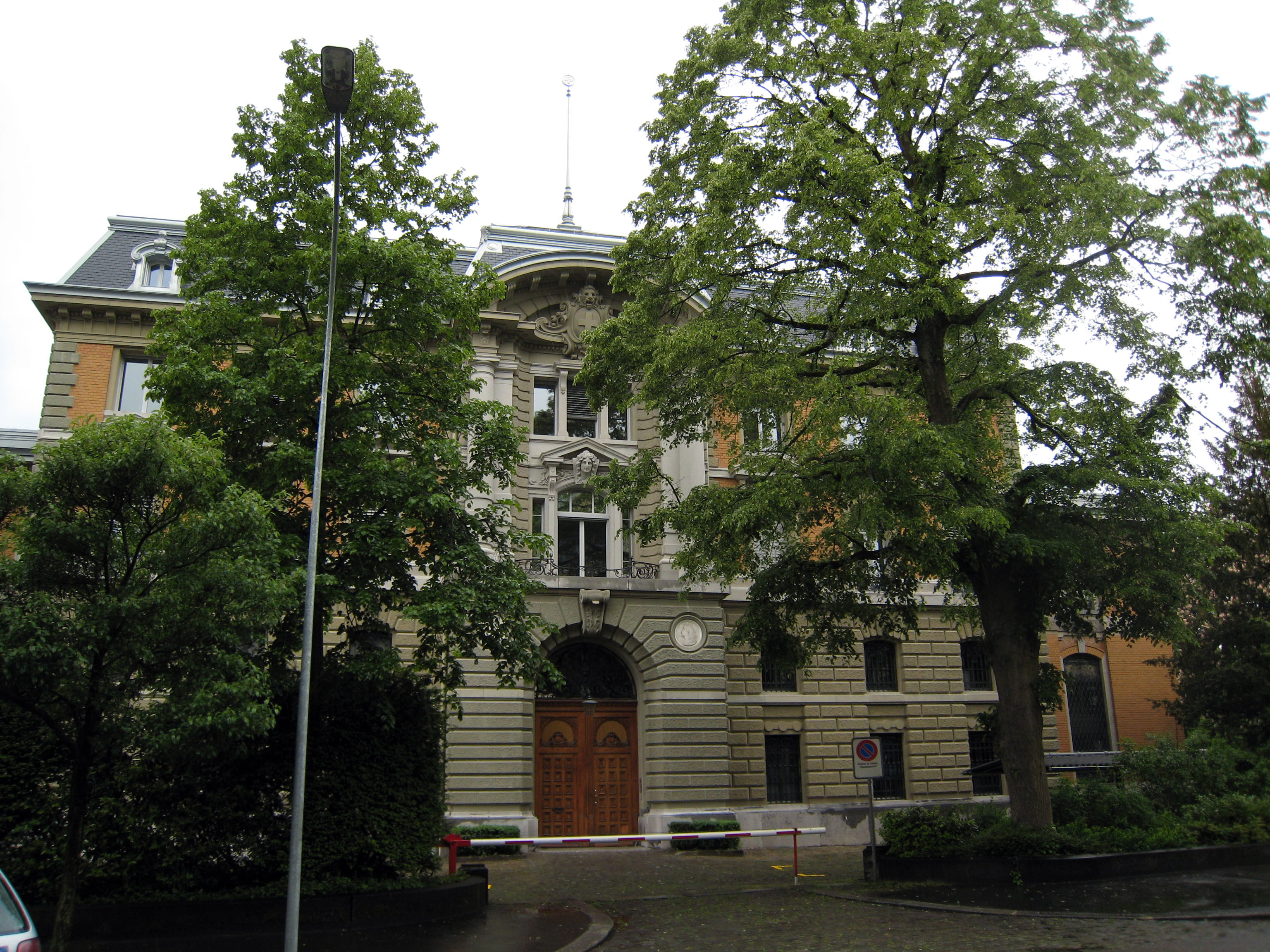
Монетный двор Швейцарии
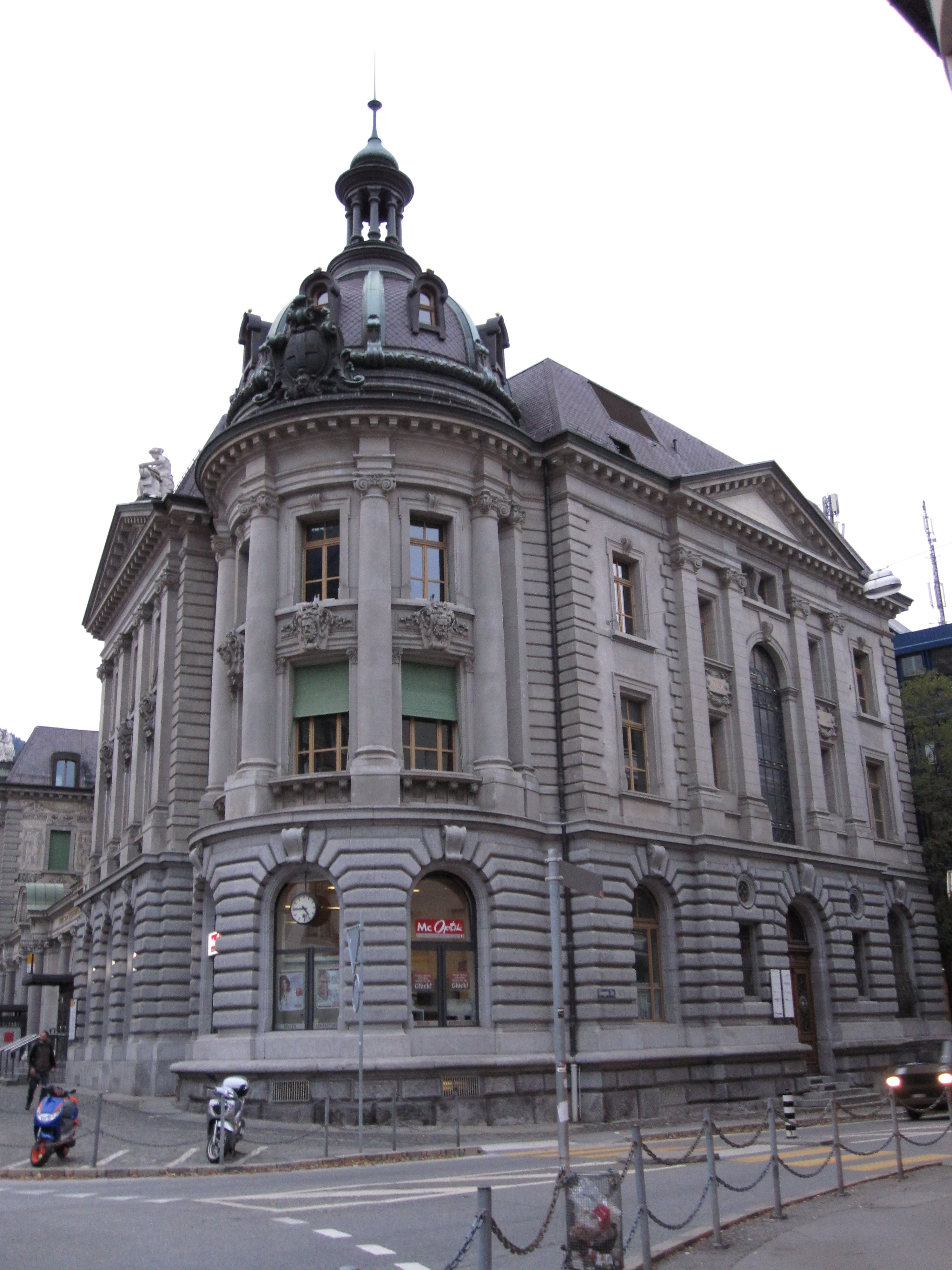
Почтовое отделение в Куре